# Mariano Rabazano
Mariano Rabazano (Buenos Aires, 2 de mayo de 1998) es un baloncestista argentino que se desempeña como escolta en el Gimnasia y Esgrima de Ituzaingó de la Liga Metropolitana de FEBAMBA en Argentina.

## Carrera profesional
Rabazano se formó en la cantera de River Plate, club con el que jugaría en el Torneo Federal de Básquetbol.
En 2019 pasó a Caza y Pesca, otro equipo del TFB en el que actuaría hasta la suspensión de las competiciones deportivas a causa de la cuarentena decretada por la pandemia de COVID-19 en marzo de 2020. Posteriormente jugó en El Talar y Claridad, clubes con los que compitió tanto en la Liga Metropolitana de FEBAMBA como en La Liga Federal. 
En julio de 2023 se incorporó a Sportivo Pilar, haciendo su debut ante Tres de Febrero en la primera fecha de la temporada 2023 de la Liga Metropolitana de FEBAMBA.

### Clubes
- Actualizado hasta el 2 de octubre de 2023.

| Club                            | País      | Año             |
| ------------------------------- | --------- | --------------- |
| River Plate                     | Argentina | 2015 - 2019     |
| Caza y Pesca                    | Argentina | 2019 - 2020     |
| El Talar                        | Argentina | 2020 - 2022     |
| Claridad                        | Argentina | 2022 - 2023     |
| Sportivo Pilar                  | Argentina | 2023 - 2024     |
| Gimnasia y Esgrima de Ituzaingó | Argentina | 2024 - Presente |

## Vida personal
El 3 de agosto de 2023, Rabazano fue víctima de un violento intento de robo por parte de dos delincuentes en la localidad bonaerense de Boulogne. Como resultado de la agresión con armas de fuego que padeció, perdió su ojo izquierdo. Cuarenta días después volvió a jugar oficialmente al baloncesto.